# Jägaren (fartyg)
Jägaren, före detta danska Jægermesteren, var ett örlogsskepp på 84 kanoner (62 bronskanoner och 22 järnkanoner), 1567 ökades bestyckningen till 68 bronskanoner och 22 järnkanoner. Skeppet byggdes 1564 på örlogsvarvet på Bremerholm i Köpenhamn.
Det byggdes på order av kung Fredrik II av Danmark för att användas i det nordiska sjuårskriget. Jægermesteren skulle ersätta den gamle Fortuna som den danska flottans flaggskepp. Det var de danska amiralerna Herluf Trolles och Otte Ruds amiralsskepp 1565.

## Historia
Skeppet togs av svenskarna i slaget mellan Bornholm och Rügen 7 juli 1565. Jægermesteren seglade med hjälp av lovartsläge in bland de svenska fartygen för att borda och äntra. Utan föregående eldgivning lade hon till vid svenska Sankt Erik och de båda amiralsskeppen kämpade sedan i timtals tills amiral Otte Rud slutligen tvingades stryka flagg. Jægermesteren var då i sjunkande tillstånd och av en besättning på mellan 1 100 och 1 200 man hade inte mindre än 1 000 man antingen stupat eller sårats.
Efter erövringen blev skeppet taget i bruk av svenska flottan och omdöpt till Jägaren under resten av kriget fram till freden i Stettin. Som en del av fredstraktaten gick svenskarna med på att lämna tillbaka alla erövrade skepp som inte hade gått förlorade, inklusive deras bestyckning, till Danmark. Otte Rud som hade avlidit på grund av sjukdom den 11 oktober 1565 fick, på kung Fredrik II:s order, en sista hedersbetygelse genom att bli förd hem ombord på Jægermesteren våren 1571. Kungen hade beordrat eskaderchef Jørgen Daa, som hade kommit till Stockholm för att hämta skeppen, att vänta med att föra den döda ombord på Jægermesteren först tills de var ett stycke från Dragør. Därefter skulle Jægermesteren föra Otte Ruds kropp in till Köpenhamns slott. Efter ankomsten blev skeppet omdöpt till Jægeren i dansk tjänst.

## Jægermesteren
Bygget av skeppet började som en del av krigsförberedelserna redan år 1563 för att ersätta det äldre flaggskeppet Fortuna och hon sjösattes 1564. Skeppet som därefter var döpt till Jægermester skulle vara flottans stolthet under kriget mot Sverige och var omtalad som sådan under sin samtid.
Som ett stort örlogsskepp skulle det ha ett deplacement på cirka 1 100 ton, en besättning på upp till 650 man och en stark bestyckning på upp till 84 kanoner. Det hade en mycket kraftig konstruktion och det sades att det tog en stund innan ljuden kom igenom när man bankade på skrovets utsida. Skeppet var ett av de få krigsfartygen i den danska flottan som i huvudsak bestod av ombyggda handelsskepp.
Herluf Trolle, som flyttat över sin flagga till det nya storskeppet, hade beslutat att ännu fler beväpnade män skulle tas ombord för att ha ett extra stort manskap till de blodiga äntringsstriderna och för att kunna ha tillräckligt många män kvar sedan man varit utsatta för stark beskjutning från de svenska krigsfartygen. Därefter hade besättningen fördubblats till bortåt totalt 1 200 man.
Utseendet på Jægermesteren är okänt i likhet med merparten av krigsfartygen under det nordiska sjuårskriget, men en konstnär som deltog i det blodiga sjökriget på den danska sidan, hade 1585 målat en akvarell av två krigsfartyg i strid med varandra. Målningen anses beskriva striden mellan det svenska Sankt Erik som hade två kanondäck och den danske Jægermesteren som var avbildad som något mindre med ett kanondäck. Konstnären Rudolf van Deventer kan dock vara något partisk i sitt arbete, på en av de mycket få samtida avbildningarna från det nordiska sjuårskriget. Denna färgrika akvarell har använts i en rad olika nyare böcker fram till år 2009.